# Brigid Brannagh
Brigid Brannagh (San Francisco, California; 3 de agosto de 1972) es una actriz estadounidense de cine y televisión conocida por   Army Wives (2007), Runaways (2017) y Over There (2005).

## Carrera
Brannagh es una estrella invitada frecuente en varios programas de televisión, incluyendo un papel recurrente en CSI: Crime Scene Investigation, encarnando  a la delincuente en serie Tammy Felton en la primera y segunda temporada. Protagonizó las series Kindred: The Embraced y Over There. También tuvo el papel recurrente de Virginia Bryce, la novia de Wesley Wyndam-Pryce, durante la segunda temporada de Ángel.
En 1999, Brannagh participó en un episodio de la segunda temporada de la serie de televisión Charmed, titulado "That Old Black Magic", como una malvada bruja llamada Tuatha. Entre 1991 y 1992 apareció en la comedia de Fox True Colors, sobre una familia interracial. En 2007, obtuvo un papel en la serie de Lifetime Army Wives, en la que interpretó a Pamela Moran durante seis temporadas hasta la primavera de 2012.
Protagonizó la película de Hallmark Crush on You, que salió al aire en junio de 2011 y la película independiente Not That Funny. Poco después de dejar Army Wives, Brannagh se unió al elenco de la serie de drama de ABC Gilded Lillys, como Elizabeth, la matriarca de la familia Lily. El programa comenzó a rodarse en marzo de 2012 en Boston después de ser ordenada su realización a fines de enero de ese año. Gilded Lillys fue creada y producida por Shonda Rhimes. Sin embargo, finalmente ABC decidió no emitir la serie.
Entre 2017 y 2019 Brannagh interpretó a Stacey Yorkes en la serie de Hulu Runaways, ubicada dentro del Universo cinematográfico de Marvel.

## Filmografía

### Cine y televisión
| Año       | Título                                  | Rol                    | Notas            |
| --------- | --------------------------------------- | ---------------------- | ---------------- |
| 1988      | The Wrong Guys                          | Hermana de Louie       |                  |
| 1993      | Quest of the Delta Knights              | Thena                  |                  |
| 1995      | E.R.                                    | Jamie Hendricks        |                  |
| 1998      | The Man in the Iron Mask                | Molly Pichon           |                  |
| 1999      | The Fair                                | Maggie                 |                  |
| 2002      | Life Without Dick                       | Ivy Gallagher O'Reilly |                  |
| 2015      | I'm Not Ready for Christmas             | Rose Geller            |                  |
| 2016      | They're Watching                        | Becky Westlake         |                  |
| 2016      | Vanished – Left Behind: Next Generation | Sarah                  |                  |
| 2017      | Grey's Anatomy                          | Verónica               | 2 episodios      |
| 2017      | You Get Me                              | Corinne                | Netflix          |
| 2017-2019 | Runaways                                | Stacey Yorkes          | Elenco principal |